# Емері Крюсе
Емері (Емерік) Крюсе (фр. Émeric Crucé; 1590 — 1648) — французький письменник. Був викладачем в університеті Сорбонни і, можливо, монахом. Відомий пропагандист ідеї міжнародного арбітражу.
Чимало дослідників вважають Крюсе одним із перших пацифістів, попередником фритредерської ідеології, який пророкував створення міжнародних організацій і створення інституту міжнародного права.
У 1623 році Крюсе написав трактат «Новий Кіней» — твір про «засоби встановлення загального миру і свободи торгових відносин для всього світу».